# Cantón del Valais
Valais (VS, en francés Canton du Valais /va'lɛ/; en alemán Kanton Wallis /ˈvalɪs/; en italiano Cantone Vallese /valˈleːze/, en romanche Chantun Vallais; del latín Vallis), en castellano arcaico valés o vallés, es uno de los 26 cantones que componen Suiza. Ubicado en el suroeste del país, conforma el alto valle del Ródano hasta el lago Lemán, cuyo cauce separa los Alpes Peninos al sur de los Alpes Berneses al norte.
Históricamente, Valais es un cantón bilingüe (la población del valle bajo es de habla francesa, mientras que la zona alta es germanófona) dividido en trece distritos que se ven representados en las trece estrellas de su bandera, siendo la capital Sion.

## Historia
Los romanos llamaron a la región Vallis Poenina (Valle alto del Ródano). A partir del 888, el territorio formó parte del Reino de Borgoña del Jura. El rey Rodolfo III de Borgoña cedió las tierras al obispo de Sion en el año 999, quien tuvo que defender la región de los duques de Saboya. 
El cantón del Valais resistió al protestantismo y permaneció fiel al catolicismo durante la época de la Reforma. El poder obispal resistió hasta 1798, momento en el cual Suiza fue invadida por las tropas de Napoleón. A finales de 1802, el territorio formaba parte de la recién formada República Helvética, aunque ese mismo año se convirtió en la República del Ródano. En 1810, la República del Ródano fue anexada a Francia como departamento del Simplon. Cinco años después, en 1815, después del Congreso de Viena, el Valais se integró en Suiza como cantón. En 1845, el cantón del Valais se unió a la liga separatista católica-conservadora (Sonderbund), también llamada la otra Liga.
Tradicionalmente, este cantón se encuentra dividido en el Bajo Valais (Bas Valais) al oeste y el Alto Valais (Ober Wallis) al este, siendo el primero el que por menos altitud presenta un clima más cálido y mayor población humana. El Bajo Valais tiene una población predominantemente francófona sobre un inmediato substrato (aún notorio) arpetano; el Alto Valais es mayoritariamente germanófono, hablándose en él un conjuinto de subdialectos suizoalemanes llamados valsers o (en alemán Wallsern). Aun hasta fines de siglo XIX las poblaciones francófona y germanófona se hallaban envueltas en violentos enfrentamientos, siendo particularmente disputada la franja de territorio en la cual se enclava Sion (Sitten, en alemán). Sin embargo, se produjo el avance de los francófonos (con una economía principalmente agrícola e industrial) hasta la zona de Sierre/Siders e incluso Leukerbad mientras era despoblada por los germanófonos valsers, quienes tenían sus medios de producción (sobre todo centrados en el pastoreo) muy adaptados a climas fríos montanos.

## Geografía

### Situación
El cantón del Valais está situado al suroeste de Suiza, en el alto valle del río Ródano, en los Alpes, desde su origen en el Glaciar del Ródano hasta el lugar en que tributa al lago Lemán. El río corre primero de este a oeste hasta Martigny, allí su curso gira de una forma brusca hacia el norte, luego desemboca en el lago Lemán después de haber pasado un estrecho en Saint-Maurice (San Mauricio).

### Fronteras
El Valais limita al nordeste con el cantón de Berna, al norte con el cantón de Vaud y al este con los cantones de Uri y de Tesino. Además, tiene una frontera común con Francia en el oeste y suroeste. Región de Auvernia-Ródano-Alpes y con Italia en el sur y sureste. Región del Valle de Aosta y Región de Piamonte

### Montañas
- 51 picos de más de 4000 m de altitud están situados sobre tierras valaisanas; cabe destacar el Cervino y el Pico Dufour, el pico más alto de Suiza (4634 m).
- Salvo por la desembocadura del Ródano, este cantón está apartado de sus vecinos por grandes cadenas de montañas traspasables por caminos de alta montaña que están cerrados casi todo el invierno (Simplon, Gran San Bernardo, Grimsel, Furka, Nufenen).
- Las comunicaciones han sido facilitadas por la construcción de grandes túneles ferroviarios (Lötschberg, Simplon, Furka) y viales (Gran San Bernardo). Estas serán aún más fáciles hacia el norte, luego de que en 2007 entrara en servicio el nuevo túnel del Lötschberg, que lo comunica con el cantón de Berna.

### Los valles y glaciares
Si el eje este-oeste está marcado por los cursos del Ródano y sus afluentes, se pueden encontrar varias caídas de agua, siendo las más importantes: val de Anniviers, val de Herens, val Ferret, val de Entremont, val de Bagnes y val de Illiez.
- El cantón posee el glaciar más grande de Europa: el glaciar de Aletsch.

### Clima
Encerrado por todas partes por las montañas, el Valais posee un clima particular, marcado por una fuerte insolación, tanto en invierno como en verano, lo que permite a la región ser una gran productora de productos agrícolas, como vino y frutas.
Las altas cadenas montañosas que rodean el cantón por todos lados protegen parte del Valais de las depresiones atlánticas y mediterráneas. El cantón tiene un clima especial, con mucho sol tanto en invierno como en verano. El Valais es la región más seca de Suiza, con la mitad de precipitaciones que la meseta. Sin embargo, la realidad es más compleja: el oeste es más húmedo que el Valais central, las vertientes sur y norte no se ven afectadas por las mismas tormentas, y la altitud desempeña un papel importante en la temperatura y las precipitaciones. Este clima de tipo alpino varía a lo largo del valle del Ródano, convirtiéndolo en una importante región vinícola y frutícola. La ciudad de Sierre es conocida por su clima soleado, y los romanos la llamaron Sirrum amœnum, o "Sierre agradable", de ahí su sobrenombre de "Ciudad del Sol".

### Comunicaciones
Dos itinerarios transalpinos atraviesan el Valais:
- el primero está compuesto por el túnel ferroviario del Lötschberg (también para transporte de automóviles) y el del Simplon
- el segundo pasa por el gran San Bernardo (Grand Saint-Bernard).
- La autopista Brig-Lausana recorre todo el valle, enlazando Francia con Italia.

### Capital y distritos
La capital es la ciudad de Sion (31 145 habitantes). El cantón tiene 13 distritos y 160 comunas.

### Lenguas
- Las lenguas oficiales son el francés y el alemán.
- La frontera lingüística está definida por la Raspille, un río que divide la ciudad de Sierre/Siders.
- El franco-provenzal es todavía hablado en el cantón en algunos lugares de resistencia a la francofonización, como en Savièse o Evolène. Esta lengua, que también es llamada "patois", no tiene un estatus oficial, puesto que es hablada solo por una centena de personas de edad, que son de todas formas perfectamente francófonas.
- El Wallissertiitsch es el dialecto utilizado en el cantón, pertenece al grupo alto-alemánico superior, utilizado en las regiones montañosas del sur de Suiza e incluso a otros suizos de Berna o Zúrich les puede costar entenderlo.

## Economía

### Turismo
El turismo tiene un papel importante en la economía local: el Valais posee más de 120 estaciones de deportes de invierno de gran fama mundial, en particular Verbier, Crans-Montana, Zermatt y Saas-Fee.

### Sector secundario
- El sector secundario está igualmente desarrollado, Monthey y Visp cuentan con importantes industrias químicas;
- Chippis cerca de Sierre posee una importante fábrica de aluminio.
- El Valais es también un gran exportador de electricidad: numerosos diques, en particular el de la Grande-Dixence, en la comuna de Hérémence, produce gran cantidad de energía hidroeléctrica.
- El bajo Valais posee asimismo una refinería conectada por un gasoducto al puerto de Génova en Italia.

### Sector primario
La agricultura, que fue durante largo tiempo la actividad principal del cantón, ha perdido mucha importancia en los últimos años. Los cultivos de albaricoque y de manzana siguen siendo famosos.
El cultivo de la viña se ha vuelto importante. El Valais es el cantón vinícola de Suiza y sus vinos suelen ser de buena calidad.

## Organización política
El poder ejecutivo es ejercido por el Consejo de Estado, compuesto por cinco miembros elegidos cada cuatro años en un escrutinio de dos vueltas. El presidente del consejo gobierna durante un año, como se hace en el Consejo Federal Suizo.
El poder legislativo es ejercido por el parlamento, llamado Gran Consejo, compuesto por diputados de todo el cantón. La sede queda en Sion y ocupa desde 1944 un edificio llamado el Casino.
Las elecciones municipales se celebran cada cuatro años, las últimas tuvieron lugar en diciembre de 2008. Las elecciones cantonales se celebran cada cuatro años, las últimas tuvieron lugar en marzo de 2009.
El Valais le ha dado cuatro consejeros federales a Suiza (Josef Escher, Roger Bonvin, Pascal Couchepin). Se podría también incluir a Micheline Calmy-Rey que es originaria y nacida en Chermignon, si bien ha hecho su carrera política en el cantón de Ginebra. Desde 2011, el Valais está representado en el parlamento federal por los siguientes miembros: Yanick Buttet (PDC), Stéphane Rossini (PSS), Jean-René Germanier (PRD), Oskar Freysinger (UDC), Mathias Reynard (PSS), Christophe Darbellay (PDC) y Viola Amherd (PDC) en el Consejo Nacional, y Jean-René Fournier y René Imoberdorf (ambos PDC), en el Consejo de los Estados.
| Elecciones del Valais de 2021                                     |        |       |         |     |
| Partido                                                           | Votos  | %     | Escaños | +/- |
| Partido Demócrata Cristiano (PDC/CVP)                             | 49.242 | 38,40 | 48/130  | 7   |
| Partido Liberal Radical Suizo (PLR/FDP)                           | 25.308 | 19,74 | 27/130  | 1   |
| Unión Democrática de Centro (UDC/SVP)                             | 21.655 | 16,89 | 22/130  | 1   |
| Partido Socialista Suizo - Centro-Izquierda (PS-CG-PCS/SP-ML-CSP) | 18.757 | 14,63 | 20/130  | 2   |
| Los Verdes (Les Verts/Grüne)                                      | 11.688 | 9,11  | 13/130  | 5   |

## Distritos

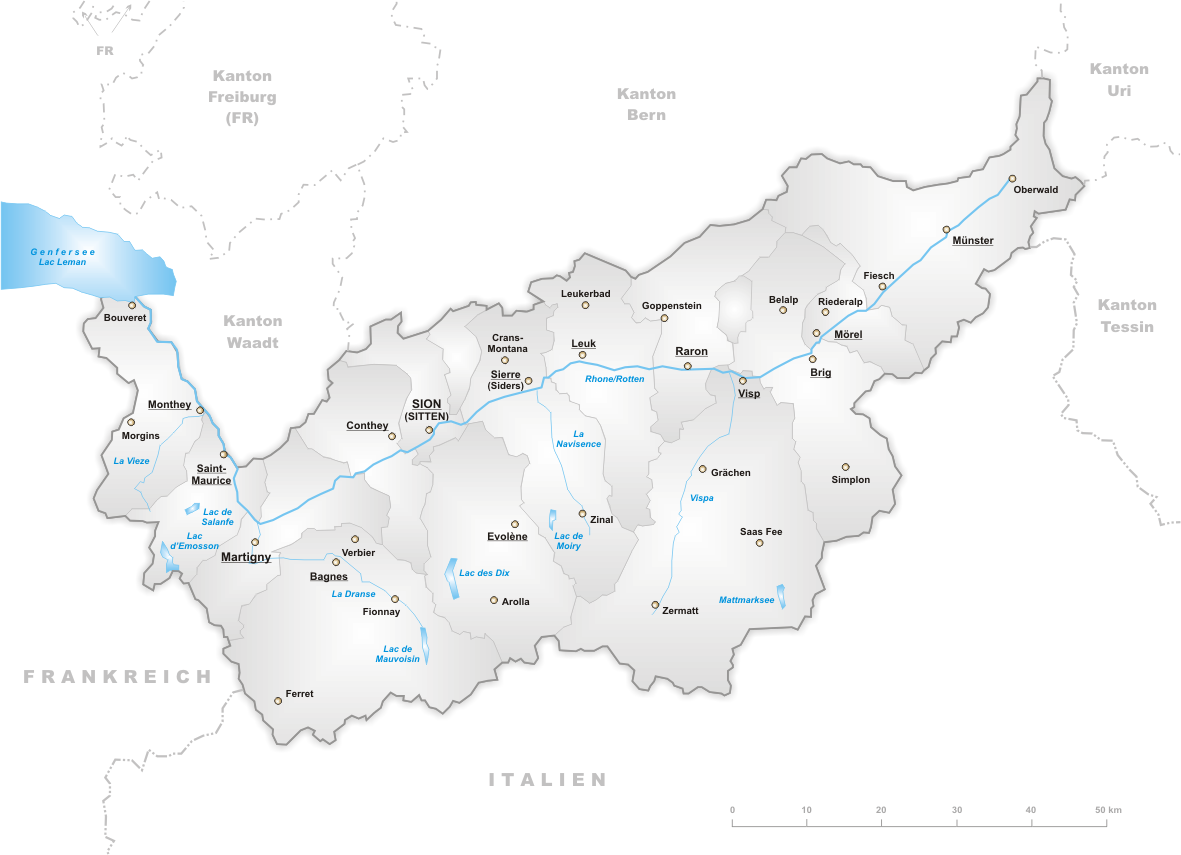
Distritos del cantón del Valais.

- Distrito de Brig
- Distrito de Conthey
- Distrito de Entremont
- Distrito de Goms
- Distrito de Hérens
- Distrito de Leuk
- Distrito de Martigny
- Distrito de Monthey
- Distrito de Raroña occidental
- Distrito de Raroña oriental
- Distrito de San Mauricio
- Distrito de Sierre
- Distrito de Sion
- Distrito de Visp